# Быховский, Арон Израилевич
Аро́н Изра́илевич Быхо́вский (13 августа 1929 — 4 марта 1994, Киев) — советский физик, физико-химик, доктор физико-математических наук. Автор ряда монографий и публикаций в профильных журналах.

## Биография
Родился 13 августа 1929 г. в городе Сновске (Черниговская область). В 1944 окончил 131 среднюю школу г. Киева с золотой медалью. В 1946 поступил в Киевский национальный университет имени Тараса Шевченко и в 1951 с красным дипломом окончил полный курс физического факультета по специальности физика.
В 1960 годы Быховский интересовался проблемой существования и эволюции живых систем в связи со вторым законом термодинамики.
Профессор кафедры физики (с 13 Марта 1981) в Украинской сельскохозяйственной академии. Основные работы в области физической химии. Также областью его интересов являлось исследование поверхностных явлений, капиллярности и поверхностного натяжения.
Среди учеников: Анатолий Егорович Денисенко и др.
Скончался 4 марта 1994 года в Киеве. Похоронен на Байковом кладбище.

## Избранные публикации
- Биховський А. І. // Украïнський физычний журнал. — 1958. — Т. 3. — № 4. — С. 488—494[3].  (укр.)
- Биховський А. І. Про вплив всебічного тиску на кінетику фазових переходив 1-го роду. — 1958[4]
- Быховский А. И. Исследование диффузии ртути в поверхностных слоях амальгамы олова и оловянных сплавов и изучение превращения белого олова в серое методом диффузии. [Автореферат] : Автореф… канд. физ.-мат. наук: / Быховский А. И.; М-во высш. и сред. спец. образования УССР. — Харьков, 1961.  (рус.)
- Биховський А. І. // Укр. фіз. журн. — 1963. — Т. 8. — № 6. — С. 609—623[5][6].  (укр.)
- Быховский А. И. Живые организмы и антиэнтропийный эффект информации. // Вопросы философии. — 1965. — № 9. — С. 118—123.  (рус.)
- Биховський А.І. Живі організми і антіентропійний ефект інформації. // Питання філософії. — 1965. — № 9.
- Быховский А. И., Лариков Л. Н., Фальчеико В. М. Рост и несовершенства металлических кристаллов. — Киев: «Наукова думка», 1966. — С. 68[7].
- Быховский А. И. «Физическая химия». ДАН СССР. — 1969. — Т. 184, № 1, — С. 85-88.  (рус.)
- Быховский А. И., Пролесковская А. Ю., Новиков Н. Н., Горидько Н. Я. О фотокапиллярном эффекте на германии.— ДАН СССР, 1969, 184, No 1, с. 85—88[8].
- Быховский А. И., Пролесковская А. Ю. Физическая химия поверхностных явлений в расплавах. — Киев, «Наукова думка», 1971  (рус.)
- Быховский А. И., Порфирьева Л. А. Термоосмотический и фотокапиллярный эффекты на титане.  (рус.)
- Быховский А. И., Порфирьева Л. А. // Укр. физ. ж. — 1971. — Т. 16. — № 10, — С. 1669—1675.  (укр.)
- Быховский А. И., Пролесковская А. Ю. // Укр. физ. ж. — 1971. — Т. 16. — № 7, — С. 1143—1147.  (рус.)
- Быховский А. И., Пролесковская А. Ю. «Физическая химия поверхностных явлений в расплавах-сборник» О термомеханическом эффекте при растекании капли жидкости по твёрдой поверхности. — М., 1971. — С. 290.  (рус.)
- Быховский А. И., Пролесковская А. Ю. В сб. "Физ. химия поверхности, явлений при высок, температурах*. — Киев, «Наук, думка»: 1971. — С. 97-101[9].
- Быховский А. И. Физическая химия поверхностных явлений в расплавах. — Сб-к. — М., 1971. — Стр. 290.  (рус.)
- Быховский А. И. Смачиваемость и поверхностные свойства расплавов и твёрдых тел. Киев, Наукова думка, 1972.  (рус.)
- Быховский А. И., Глущенко А. А. Кинетика растекания жидкого металла по твердому при их поляризации в расплавленных солях // Физика и химия обраб. материалов. — 1974. — № 2. — С. 79—84.  (рус.)
- Быховский А. И., Глущенко А. А., Рябов В. Р. Влияние электрического поля на растекание алюминия по нержавеющей стали в расплавленных солях // Адгезия расплавов. — Киев, 1974. — С. 96—99.  (рус.)
- Быховский А. И., Пащенко А. В. Неизотермическое растекание жидких металлов по поверхности твёрдых // Физика металлов и металловедение. — 1974. — Т. 38. — № 6. — С. 1209—1217.  (рус.)
- Биховський А. І. Деякі випадки застосування електрокапілярності // Український хімічний журнал. — 1974. — Т. 40. — № 5. — С. 478—482.
- Быховский А. И., Пащенко A.B. Кинетика растекания ртути по металлам при наличии градиента температуры // Металлофизика. — 1977. — Вып. 67. — С. 80—86.  (рус.)
- Быховский А. И. Информационный подход к эффекту группы // Сб. науч. тр. Моск. ветеринар. академии. — 1978. — № 102. — С. 61-67.  (рус.)
- Быховский А. И. Электрокапиллярность и контактные явления на границе между твёрдой поверхностью и поляризуемым жидким металлом в электролите // Адгезия расплавов и пайка материалов. — 1978. — № 3. — С. 40—44.  (рус.)
- Быховский А. И., Глущенко А. А., Примайчек. В. Б. Некоторые особенности нагрева металлов в солевых расплавах // Промышленная теплотехника. — 1980. — Т. 2. — № 1, стр. 15-20.  (рус.)
- Быховский А. И. Растекание. — Киев: «Наукова думка», 1983.  (рус.)
- Быховский А. И., Глущенко А. А. Влияние поляризации на растекание кадмия по меди в расплаве солей при различных температурах // Физика и химия поверхности. — Нальчик, 1985. — С. 31—40.  (рус.)
- Биховський А. І., Глущенко А. А. Взаємозв’язок між швидкістю розтікання і структурою покриття // Фізико-математичні та технічні науки. — 1987. — № 7-12. — C. 82-[10][11]
- Биховський А. И., Искра В. Д., Рябов В. Р. Про форму одновимірного рекого валика на поверхш твердого тіла і вплив на нього зовшенього тиску. // Ukrainian Journal of Physics, Volume 35. — Nauk. dumka, 1990